# Ecclesia de Eucharistia
Ecclesia de Eucharistia (łac. O Eucharystii w życiu Kościoła) − ostatnia encyklika papieża Jana Pawła II sygnowana datą 17 kwietnia 2003.
Encyklika ta porusza zagadnienie fundamentalnej roli Eucharystii w życiu Kościoła. Zaczyna się od słów: «Kościół żyje dzięki Eucharystii». Według nauki Kościoła Jezus Chrystus jest substancjalnie obecny w Kościele w przeistoczonym w ciało chlebie i w krew winie.
Eucharystia została określona jako uobecnienie jedynej ofiary Jezusa Chrystusa na krzyżu, dokonanej dla zbawienia wielu.